# Либби, Уильям
Уильям А. «Билл» Либби-третий (англ. William A. "Bill" Libbey, III, 27 марта 1855 — 6 сентября 1927) — американский учёный, олимпийский призёр.

## Биография
Уильям Либби родился в 1855 году в Джерси-Сити. В 1877 году закончил Принстонский университет, затем учился в Берлине и Париже. В 1879 году получил учёную степень в области геологии, в 1880 году стал директором Музея геологии и археологии имени Элизабет Марш, а также начал преподавать в Принстонском университете физическую географию. 
Уильям Либби участвовал во многих экспедициях, в том числе в двух арктических экспедициях Роберта Пири. В 1888 году участвовал в экспедиции на Аляску к горе Святого Ильи, где в его честь был назван ледник.
Летом 1912 года на Олимпийских играх в Стокгольме Уильям Либби в составе американской команды завоевал серебряную медаль в стрельбе по движущейся мишени одиночными выстрелами.